# カターン人
カターン人(Kataans)はアメリカのSFテレビドラマ『スタートレック』シリーズに登場する異星人。

## 概要
かつてシラリア星域に位置するカターン星系に生息していたヒューマノイド知的生命体。恒星の異常活動により滅亡の危機に瀕したおり、種の存在した証を残すため当時の科学技術の全てを注ぎ込んで1機の人工衛星を建造し、これに自分達の生活の記録を乗せて外宇宙へ飛ばした。地球暦14世紀頃に恒星が新星となり、カターン人は星系内の他の全ての生命体と共に絶滅し彼らの存在は長く忘れられていたが、この人工衛星は宇宙を放浪した。
衛星の打ち上げから約1,000年後の2368年に惑星連邦の宇宙船U.S.S.エンタープライズDによって発見され、人工衛星から艦長ジャン＝リュック・ピカードの脳内に直接にメッセージを送信。それにより艦長は、20数分正気を失っている間にカターン人の鉄工芸師ケーミンの人生の約30年間を記憶として追体験した。これによりカターン人の存在はピカード艦長を語り部として宇宙の歴史に記録される事になった。
回収した人工衛星からはケーミンが愛用していた1,000年前当時の楽器（縦笛）が発見され、エンディングでは正気に戻ったピカード艦長が体験中に習得したその楽器を演奏する。

## 代表的なカターン人
- ケーミン（劇中ではピカード艦長）

カターンの滅亡期を生きたレシクの町に住む鉄工芸師。後に町議会議員となり、星の滅亡を止めようと懸命に努力した。人工衛星と接触した異星人にカターン人の生活を体験させるための代表として選ばれ、人工衛星と接触した異星人がピカード艦長。
- エリーン

ケーミンの妻。星の滅亡という運命に抵抗し続ける夫を献身的に支えた。人工衛星と接触した異星人にカターン人の生活を体験させるためのナビゲーターとして選ばれた。
- バターイ

レシク町議会の議長で、ケーミンの親友。水不足が深刻な状況でも住人が生きる希望を失わないよう、町の広場に木を植え皆で育てるというアイデアを発案した。人工衛星と接触した異星人にカターン人の生活を体験させるためのナビゲーターとして選ばれた。
- 行政官

月に一度各地方を巡り、地元の議会と政府との折衝を担当していた人物。「市民が参加することによって政府は成り立つ」というポリシーを持っており、市民からの信頼が厚い。数十年の長きに渡り行政官を務め続けた。
- メリボー

ケーミンとエリーンの娘。父であるケーミンを真似て科学者になった。後に子供が生まれ、「ケイミン」と名付ける。
- バターイ（ケーミンの息子）

生まれる前年に亡くなった父の友人の名を与えられた、ケーミンの息子。毎年「将来なりたい職業」が変わり、父親を辟易させていたが、最終的に音楽家を志した。演じたのは、主人公ジャン＝リュック・ピカードを演じていた俳優パトリック・スチュワートの実子、ダニエル・スチュワート。